# Agorafobi
Agorafobi eller kenofobi (torgskräck, av grekiska agora, ”torg”, och fobos, ”skräck”) är en fobi för offentliga platser. Det är en allmän missuppfattning att personer som lider av agorafobi enbart är rädda för öppna platser. Det är även befolkade offentliga platser speciellt under trängsel som är ångestskapande. 

## Diagnosticeringskriterier enligt DSM-5
A. Uttalad rädsla eller ångest inför minst två av följande situationer:
1. Färdas med allmänna kommunikationsmedel (t ex bil, buss, tåg, fartyg, flygplan).
2. Vistas på öppna platser (t ex parkeringsplatser, marknader, broar).
3. Vistas inom slutna platser (t ex affärer, teatrar, biografer).
4. Stå i kö eller befinna sig i en folksamling.
5. Vara utanför hemmet på egen hand.

B. Personen fruktar eller undviker dessa situationer på grund av tankar om att det skulle vara svårt att ta sig därifrån, eller att det inte skulle gå att få hjälp, ifall panikartade eller andra funktionsbegränsande eller genanta symtom (t ex rädsla för att falla omkull hos äldre; rädsla för inkontinens) skulle uppkomma.
C. De agorafoba situationerna utlöser så gott som alltid rädsla eller ångest.
D. De agorafoba situationerna undviks aktivt, eller förutsätter närvaro av följeslagare, eller uthärdas under intensiv rädsla eller ångest.
E. Rädslan eller ångesten står inte i proportion till den sociokulturella kontexten och till den faktiska fara som den agorafoba situationen medför.
F. Rädslan, ångesten eller undvikandet är ihållande, vanligen 6 månader eller längre.
G. Rädslan, ångesten eller undvikandet orsakar kliniskt signifikant lidande eller försämrad funktion socialt, i arbete eller inom andra viktiga funktionsområden.
H. Om det samtidigt föreligger något annat medicinskt tillstånd (t ex inflammatorisk tarmsjukdom, Parkinsons sjukdom), är rädslan, ångesten eller undvikandet uppenbarligen överdriven.
I. Rädslan, ångesten eller undvikandet förklaras inte bättre med någon annan form av psykisk ohälsa - t ex symtomen är inte begränsade till situationsbetingad specifik fobi; rör inte enbart sociala situationer (som vid social ångest); är inte enbart förknippade med tvångstankar (som vid tvångssyndrom), inbillade defekter eller brister i utseendet (som vid dysmorfofobi), omständigheter som påminner om traumatiska händelser (som vid posttraumatiskt stressyndrom) eller separationsrädsla (som vid separationsångest).
Till skillnad från föregående DSM-IV görs det i DSM-5 ingen uppdelning av agorafobi utifrån förekomst av paniksyndrom.

## Behandling
Agorafobi behandlas med kognitiv beteendeterapi (KBT) i kombination med gradvis exponering. Man kan vid behov medicinera med antidepressiva läkemedel.